# Françoise Bettencourt Meyers
Françoise Bettencourt Meyers (Neuilly-sur-Seine, 10 de julho de 1953) é uma empresária executiva, filantropa, escritora e pianista francesa.
Herdeira da L'Oréal, em 2021 foi listada como a mulher mais rica do mundo,, com uma fortuna estimada em 84,2 bilhões de dólares, de acordo com a Forbes. Ela é a filha única, herdeira de Liliane Bettencourt e neta do fundador da L'Oréal Paris, Eugène Schueller. Sua mãe morreu em setembro de 2017, após isso sua fortuna triplicou com seus investimentos por meio de sua holding familiar, Tethys Invest e a alta valorização nas ações da L'Oréal na bolsa de valores.

## Vida pessoal
Criada para ser uma católica estrita, Meyers escreveu vários comentários bíblicos. Meyers é a única filha de Liliane Bettencourt e do político francês, André Bettencourt. Ela se casou com o empresário Jean-Pierre Meyers (neto de Robert Meyers, um rabino morto no campo de concentração de Auschwitz) e criaram seus filhos Jean-Victor Meyers e Nicolas como judeus. Seu casamento gerou polêmica por conta do julgamento de seu avô Eugène Schueller por colaboração com o governo nazista, no qual financiou o grupo anti-semita "La Cagoule". Françoise e sua família ainda possuem uma participação de 33% na empresa, sendo assim os maiores acionistas do grupo.
Sua mãe morreu em setembro de 2017, quando seu patrimônio líquido era de cerca de US$ 39,5 bilhões, o que coloca Françoise entre as pessoas mais ricas do mundo.

### Caridade
Após o incêndio da Catedral de Notre-Dame de Paris, Françoise e a L'Oréal doaram US$ 226 milhões para reparos na construção da catedral. Ela possui uma fundação de caridade própria, chamada "Fondation Bettencourt Schueller", na qual financia novos artistas plásticos que não possuem tanta visibilidade. E também fundou a "Fondation Pour l'Audition", que ajuda pessoas, principalmente crianças, com surdez, que não possuem condições financeiras para comprar aparelhos auditivos, nem tratamento médico com mais facilidade.

### Polêmicas
Em 2008, ela processou François-Marie Banier por tirar dinheiro de sua mãe, e ela iniciou um processo para que sua mãe fosse declarada mentalmente incapaz. As revelações nas gravações secretas que ela usou como evidência levaram ao escândalo Woerth-Bettencourt. Em dezembro de 2010, Meyers anunciou que havia feito um acordo fora do tribunal com sua mãe e Banier.